# 크라스노야르스크
크라스노야르스크(러시아어: Красноярск)는 크라스노야르스크 지방의 중심지이다. 예니세이 강의 하류에 면해있다. 인구는 948,507명(2008년)으로, 시베리아에서 3번째로 큰 도시이다. 시베리아 철도가 통과하고, 모스크바로부터는 약 4,100km 떨어져 있다.
1628년에 요새로서 건설되었는데 크라스니야르(Красный Яр)라고 불렸다. 금광이 발견되고 나서부터는, 시베리아 철도의 건설에 의해 급속하게 발전했다. 1934년부터는 크라스노야르스크 지방의 중심지가 되었다. 알루미늄 정련, 조선업이 왕성하고 기계제조(기중기·컨베이어·야금용, 제재용 장치류), 목재 가공용 장치, 텔레비전 장치, 목재 가공업, 펄프·제지업이 있다.부근에는 1971년에 완성한 거대한 크라스노야르스크 수력 발전소가 있다.
크라스노야르스크 국립대학, 크라스노야르스크 국립 농업 대학 등의 고등교육 기관이 있다. 현재는 지하철 건설이 진행되고 있다.
1997년 11월에는 크라스노야르스크에서 하시모토 류타로 일본 총리와 보리스 옐친 러시아 대통령이 정상회담을 가졌다. 두 정상은 쿠릴 열도 분쟁을 해결하고 러시아와 일본 간의 평화 조약을 체결하는 것으로 목표를 정한다는 내용의 크라스노야르스크 합의를 주고 받았다.

## 교통
크라스노야르스크는 두 공항이 있다. 예밀야노보 공항은 중·장거리 국내선과 국제선을 모두 취급하는 주요 공항으로 시내 북서쪽 27km(17mi) 지점에 위치해 있다. 체렘샨카 공항은 단거리 비행을 처리하곤 했다. 체렘샨카는 이전에 지역 아에로플로트 크라스노야르스크 국장이 사용했던 크라스노야르스크 지역의 광범위한 지역 항공 서비스 네트워크(MVL)를 위한 주요 공항으로서의 역할을 상실했다. 2011년 12월 체렘샨카 공항에서 화재가 발생하여 터미널 건물과 항공 교통 관제탑이 파괴되었다.

## 인구
크라스노야르스크의 인구 변화
| 연도                | 인구      | ±%      |
| ------------------- | --------- | ------- |
| 1897                | 26,700    | —       |
| 1926                | 69,311    | +159.6% |
| 1939                | 189,977   | +174.1% |
| 1959                | 412,375   | +117.1% |
| 1970                | 648,113   | +57.2%  |
| 1979                | 796,305   | +22.9%  |
| 1989                | 912,445   | +14.6%  |
| 2002                | 909,341   | −0.3%   |
| 2010                | 973,826   | +7.1%   |
| 2021                | 1,187,771 | +22.0%  |
| Source: Census data |           |         |

크라스노야르스크의 구의 인구 (2002년 조사):
- 키롭스키 구: 117,156
- 레닌스키 구: 146,943
- 옥탸브리스키 구: 138,521
- 소베츠키 구: 231,696
- 스베르들롭스키 구: 130,518
- 중앙구 (크라스노야르스크): 54,503
- 젤레즈노도로즈니 구: 90,004

크라스노야르스크의 인구 중 대부분이 러시아인, 우크라이나인, 타타르족, 독일인과 벨라루스인이다. 타지크족, 우즈벡족 등 다른 중앙아시아와 카프카스에서 돈벌이를 하러 온 사람들도 거주한다.

## 기후
| 크라스노야르스크의 기후                                          | 크라스노야르스크의 기후 | 크라스노야르스크의 기후 | 크라스노야르스크의 기후 | 크라스노야르스크의 기후 | 크라스노야르스크의 기후 | 크라스노야르스크의 기후 | 크라스노야르스크의 기후 | 크라스노야르스크의 기후 | 크라스노야르스크의 기후 | 크라스노야르스크의 기후 | 크라스노야르스크의 기후 | 크라스노야르스크의 기후 | 크라스노야르스크의 기후 |
| 월                                                               | 1월                     | 2월                     | 3월                     | 4월                     | 5월                     | 6월                     | 7월                     | 8월                     | 9월                     | 10월                    | 11월                    | 12월                    | 연간                    |
| ---------------------------------------------------------------- | ----------------------- | ----------------------- | ----------------------- | ----------------------- | ----------------------- | ----------------------- | ----------------------- | ----------------------- | ----------------------- | ----------------------- | ----------------------- | ----------------------- | ----------------------- |
| 역대 최고 기온 °C (°F)                                           | 6.0 (42.8)              | 8.5 (47.3)              | 18.5 (65.3)             | 31.4 (88.5)             | 34.0 (93.2)             | 37.2 (99.0)             | 36.4 (97.5)             | 35.1 (95.2)             | 31.3 (88.3)             | 24.5 (76.1)             | 13.6 (56.5)             | 8.6 (47.5)              | 37.2 (99.0)             |
| 일평균 최고 기온 °C (°F)                                         | −11.6 (11.1)            | −7.5 (18.5)             | 0.7 (33.3)              | 9.3 (48.7)              | 17.1 (62.8)             | 23.5 (74.3)             | 25.2 (77.4)             | 22.2 (72.0)             | 14.6 (58.3)             | 6.7 (44.1)              | −3.6 (25.5)             | −9.3 (15.3)             | 7.3 (45.1)              |
| 일일 평균 기온 °C (°F)                                           | −15.6 (3.9)             | −12.3 (9.9)             | −4.9 (23.2)             | 3.4 (38.1)              | 10.4 (50.7)             | 16.9 (62.4)             | 19.1 (66.4)             | 16.1 (61.0)             | 9.1 (48.4)              | 2.3 (36.1)              | −7.3 (18.9)             | −13.2 (8.2)             | 2.0 (35.6)              |
| 일평균 최저 기온 °C (°F)                                         | −19.2 (−2.6)            | −16.3 (2.7)             | −9.4 (15.1)             | −1.4 (29.5)             | 4.7 (40.5)              | 11.1 (52.0)             | 13.7 (56.7)             | 11.2 (52.2)             | 5.0 (41.0)              | −1.3 (29.7)             | −10.7 (12.7)            | −16.9 (1.6)             | −2.5 (27.5)             |
| 역대 최저 기온 °C (°F)                                           | −52.8 (−63.0)           | −41.6 (−42.9)           | −38.7 (−37.7)           | −25.7 (−14.3)           | −11.2 (11.8)            | −3.6 (25.5)             | 3.3 (37.9)              | −1.0 (30.2)             | −9.6 (14.7)             | −25.1 (−13.2)           | −42.3 (−44.1)           | −47.0 (−52.6)           | −52.8 (−63.0)           |
| 평균 강수량 mm (인치)                                            | 17 (0.7)                | 15 (0.6)                | 19 (0.7)                | 29 (1.1)                | 48 (1.9)                | 66 (2.6)                | 70 (2.8)                | 76 (3.0)                | 55 (2.2)                | 42 (1.7)                | 39 (1.5)                | 31 (1.2)                | 507 (20.0)              |
| 평균 강우일수                                                    | 0.3                     | 0.4                     | 2                       | 9                       | 17                      | 19                      | 18                      | 18                      | 19                      | 13                      | 4                       | 0.3                     | 120                     |
| 평균 강설일수                                                    | 24                      | 21                      | 17                      | 14                      | 4                       | 0.1                     | 0                       | 0.03                    | 2                       | 14                      | 23                      | 25                      | 144                     |
| 평균 상대 습도 (%)                                               | 73                      | 70                      | 64                      | 58                      | 54                      | 64                      | 72                      | 76                      | 75                      | 71                      | 74                      | 73                      | 69                      |
| 평균 월간 일조시간                                               | 63                      | 100                     | 171                     | 216                     | 251                     | 280                     | 281                     | 237                     | 160                     | 111                     | 58                      | 41                      | 1,969                   |
| 출처 1: Pogoda.ru.net (평년값: 1991년~2020년, 극값: 1891년~현재) |                         |                         |                         |                         |                         |                         |                         |                         |                         |                         |                         |                         |                         |
| 출처 2: 미국 해양대기청 (일조시간: 1961년~1990년)                |                         |                         |                         |                         |                         |                         |                         |                         |                         |                         |                         |                         |                         |